# Ouèssè (Savalou)
Ouèssè ist ein Ort und ein Arrondissement im Departement Collines im westafrikanischen Staat Benin. Es ist eine Verwaltungseinheit, die der Gerichtsbarkeit der Kommune Savalou untersteht.

## Demografie und Verwaltung
Gemäß der Volkszählung 2013 des beninischen Statistikamtes INSAE hatte das Arrondissement 9024 Einwohner, davon waren 4294 männlich und 4730 weiblich.
Von den 111 Dörfern und Quartieren der Kommune Savalou entfallen sieben auf Ouèssè:
1. Agbodranfo
2. Aglamidjodji
3. Agonmey
4. Akété
5. Lowozoungo
6. Ouèssè
7. Tchogodo